# Hewitsonia mittoni
Hewitsonia mittoni is een vlinder uit de familie van de Lycaenidae. De wetenschappelijke naam van de soort is voor het eerst geldig gepubliceerd in 1964 door Jackson.